# Isabella Macdonald Alden
Isabella Macdonald Alden (* 3. November 1841 in Rochester, New York; † 5. August 1930 Palo Alto, Kalifornien) war eine US-amerikanische Schriftstellerin unter dem Pseudonym Pansy.

## Leben
Neben ihrer schriftstellerischen Tätigkeit war Alden auch Editorin für diverse christliche Zeitschriften ihrer Zeit, wie die Christian Endeavor World, sowie weitere US-amerikanische, aber auch japanische Zeitschriften. Ihre Bücher wurden weltweit in zahlreiche Sprachen übersetzt; im deutschen Sprachraum wurde sie vor allem für die Bücher um Esther Ried bekannt. Im Alter von 88 Jahren verstarb Isabella Macdonald Alden in Palo Alto, Kalifornien. Ihr Grab befindet sich auf dem Cypress Lawn Memorial Park.

## Werke
Im Folgenden eine Auflistung der ins Deutsche übersetzten Bücher von Isabella Macdonald Alden.
- Esther Ried. Verlag Müller, Barmen (Wuppertal)
- Julia Ried. Verlag Müller, Barmen (Wuppertal)
- Alfred Ried. Verlag Müller, Barmen (Wuppertal)
- Aus altem Stamm. Verlag der Francke Buchhandlung, Marburg
- Ein neues Reis am alten Stamm. E. Biermann Verlag, Barmen (Wuppertal)
- Die Tochter des Königs. 1998 One Way Verlag, Wuppertal
- Ein neuer Zweig erblüht. 1997 One Way Verlag, Wuppertal
- Die kleinen Menschenfischer. 1921 Verlag Evangelische Buchhandlung P. Ott, Gotha
- Die Gesegneten. 1926 Verlag M. Koeltz, Leipzig